# Chrysopidia (Chrysopidia) ignobilis
Chrysopidia (Chrysopidia) ignobilis is een insect uit de familie gaasvliegen (Chrysopidae), die tot de orde netvleugeligen (Neuroptera) behoort. De soort komt voor in India.